# مری ارپس
مری ارپس (انگلیسی: Mary Earps؛ زادهٔ ۷ مارس ۱۹۹۳) بازیکن فوتبال اهل بریتانیا است.
از باشگاه‌هایی که در آن بازی کرده‌است می‌توان به باشگاه فوتبال زنان وولفسبورگ و باشگاه فوتبال زنان منچستر یونایتد اشاره کرد.
وی همچنین در تیم‌های ملی فوتبال England women's national under-17 football team, England women's national under-19 football team, England women's national under-23 football team، و زنان انگلستان بازی کرده‌است.